# دونجين كيبر
دونجين كيبر (بالإنجليزية: Dungeon Keeper)‏ هي لعبة استراتيجية من تطوير شركة بولفروغ بروديكشينز ونشر شركة إلكترونيك آرتس، صدرت في 26 يونيو 1997 على أنظمة إم إس-دوس وويندوز 95.